# Raydale Park
Der Raydale Park ist ein Fußballstadion in Gretna, Schottland. Es war bis zur Insolvenz die Heimat des schottischen Fußballvereins FC Gretna. Heute nutzt der Gretna Football Club 2008 das Stadion. Die Spielstätte bietet im Moment Platz für 3000 Besucher.
Gretna qualifizierte sich für den UEFA-Pokal, da man im Pokalfinale gegen Heart of Midlothian spielte (und letztendlich verlor), die sich für die Qualifikationsrunde der Champions League qualifiziert hatten. Der Raydale Park entsprach aber nicht den UEFA-Statuten, woraufhin der Klub das Heimspiel gegen Derry City im Fir Park zu Motherwell austragen musste. 